# Paraonidae
Paraonidae é uma família de Polychaeta pertencente à ordem Cirratulida.

## Géneros
Géneros:
- Aedicira Hartman, 1957
- Aparaonis Hartman, 1965
- Aricidea Webster, 1879